# Paul Hodgson
Pas d'image ? Cliquez ici

a Compétitions nationales et continentales officielles uniquement.

b Matchs officiels uniquement.
Dernière mise à jour le 22/02/2017.
Paul Hodgson , né le 25 avril 1982 à Epsom (Angleterre), est un joueur international anglais de rugby à XV jouant au poste de demi de mêlée.
Il évolue avec l'équipe d'Angleterre entre 2008 et 2010.

## Biographie
Il a honoré sa première cape internationale en équipe d'Angleterre le 15 mars 2008 contre l'équipe d'Irlande. 

## Statistiques en équipe nationale
- 9 sélection avec l'équipe d'Angleterre
- Sélection par année : 1 en 2008, 5 en 2009 et 3 en 2010
- Tournoi des Six Nations disputé : 2008

## Palmarès
- Finaliste du Challenge européen:  2006
- Demi-finaliste de la Coupe d'Europe :  2008